# カタルプ酸
カタルプ酸 (catalpic acid) は、共役多価不飽和脂肪酸の一つ。融点は44°C。キササゲとアメリカ木大角豆 (Catalpa bignonioides ) の種から得られる。キササゲ属の種の約40%はカタルプ酸を含む。